# الاتحاد الجيومكاني المفتوح
الاتحاد الجيومكاني المفتوح (اختصاراً OGC) هو منظمة عالمية تطوعية مقرها الولايات المتحدة تحدد المعايير من أجل نظام المعلومات الجغرافي في خدمة خرائط الويب.

## اقرأ أيضاً
- WMS وهي خدمة الخرائط